# Carphina elliptica
Carphina elliptica là một loài bọ cánh cứng trong họ Cerambycidae.